# Chersotis cancellata
Chersotis cancellata là một loài bướm đêm trong họ Noctuidae.